# Grand pas

"The grand Pas des élémens, at Her Majesty's Theatre"; Londres, 1847

Un grand pas est une suite de danses individuelles qui servent de pièce pour introduire sur scène le danseur/danseuse, le/les demi-soliste(s) et, éventuellement le corps de ballet. Dans le contexte d'un ballet complet, le Grand pas est considéré comme une Pièce de résistance. Il est simplement une exhibition de danse et ne contribue en aucune manière à l'intrigue.
Lorsque le Grand Pas contribue à l'intrigue, il porte alors le nom de Grand Pas d'action.
Lorsqu'un Grand Pas porte le nom de Grand pas classique, cela veut simplement dire que la technique de la danse classique prévaut et qu'il n'y a pas de danse de caractère.
Un Grand pas consiste habituellement en une Entrée, un Grand Adage (voir Adage) et, occasionnellement, une danse pour le corps de ballet (la danse porte parfois le nom de Ballabile). Le Grand Pas peut inclure, de façon optionnelle, des variations pour demi-solistes, pour la ballerine/danseur principaux et une Coda finale aussi nommée Coda générale ou Grande coda qui amène la pièce à une grande conclusion.
Un Grand Pas fameux est celui créé par Marius Petipa pour sa reprise du ballet Paquita (du compositeur Joseph Mazilier) en 1881. Il porte maintenant le nom de Grand Pas Classique de Paquita et est dansé par de nombreuses compagnies à travers le monde.
Un autre exemple de Grand Pas est celui du ballet La Fille du pharaon chorégraphié par Petipa sur une musique de Cesare Pugni. Ce ballet, resté ininterprété pendant de nombreuses années, a été repris en 2000. Les danses sont exécutées dans l'ordre voulu par Petipa : Entrée, Variations pour trois demi-solistes, Grand Adage, Valse pour le corps de ballet, Variations pour les trois solistes principaux et la Coda générale finale.
Il existe également bien des Grands Pas d'action très connus dont l'un est celui du premier acte de La belle au bois dormant (musique de Tchaikovski). Il consiste en un Grand Adage connu sous le nom d'Adagio à la Rose, une danse pour les Dames d'Honneur et les Pages, la variation de la princesse Aurore, et une Coda interrompue par la vilaine fée Carabosse qui offre l'aiguille empoisonnée à la princesse Aurore. Dans le contexte du ballet, ce Grand Pas d'action contribue à l'action lorsque la princesse Aurore choisit entre ses quatre prétendants et reçoit une rose de chacun d'eux.
Nombre de Grands Pas et de Grands Pas d'action sont fréquemment extraits du ballet pour être interprétés indépendamment de lui.
Un Grand Pas de deux est un Grand Pas qui sert de pièce de résistance aux personnages principaux hommes ou femmes. Lorsqu'il y a plusieurs solistes, on parle de Pas de trois, Pas de quatre, etc.